# Variante cluster 5 del SARS-CoV-2
"Cluster 5" (también conocida como ΔFVI-spike) es el nombre que se le da a una variante mutada del virus SARS-CoV-2. Fue descubierto en el norte de Jutlandia, Dinamarca, y se cree que se transmitió de visones a humanos a través de granjas de visones. El 4 de noviembre de 2020, se anunció que la población de visones en Dinamarca sería sacrificada para prevenir la posible propagación de esta mutación y reducir el riesgo de que ocurran nuevas mutaciones. Se introdujo un bloqueo y restricciones de viaje en siete municipios del norte de Jutlandia para evitar que la mutación se propague (lo que podría comprometer las respuestas nacionales o internacionales a la pandemia de COVID-19).
La Organización Mundial de la Salud ha declarado que el cluster 5 tiene una "sensibilidad moderadamente disminuida a los anticuerpos neutralizantes". El Instituto Estatal de Sueros de Dinamarca (SSI) advirtió que la mutación podría reducir el efecto de las vacunas COVID-19 en desarrollo, aunque no es lo mismo que las inutiliza. Tras el bloqueo y las pruebas masivas, SSI anunció el 19 de noviembre de 2020 que el cluster 5 con toda probabilidad se había extinguido.

## Nombre y mutaciones
Dinamarca ha habido cinco clústers de variantes de visón del SARS-CoV-2; el Danish State Serum Institute (SSI) los ha designado como clusters 1-5 (en danés: cluster 1-5). Entre estas variantes, se han confirmado siete mutaciones diferentes en la proteína de pico del virus. Las mutaciones específicas mencionadas fueron del 69-70 (una deleción de los residuos de histidina y valina en las posiciones 69 y 70 de la proteína), Y453F (un cambio de tirosina a fenilalanina en la posición 453, dentro del dominio de unión al receptor de la proteína de pico) , I692V (isoleucina a valina en la posición 692) y M1229I (metionina a isoleucina en la posición 1229).
Las mutaciones relacionadas con el visón que se parecen parcialmente a las mutaciones descubiertas en Dinamarca, aunque forman parte de un grupo genómico separado, se conocen en los Países Bajos.

## Antecedentes

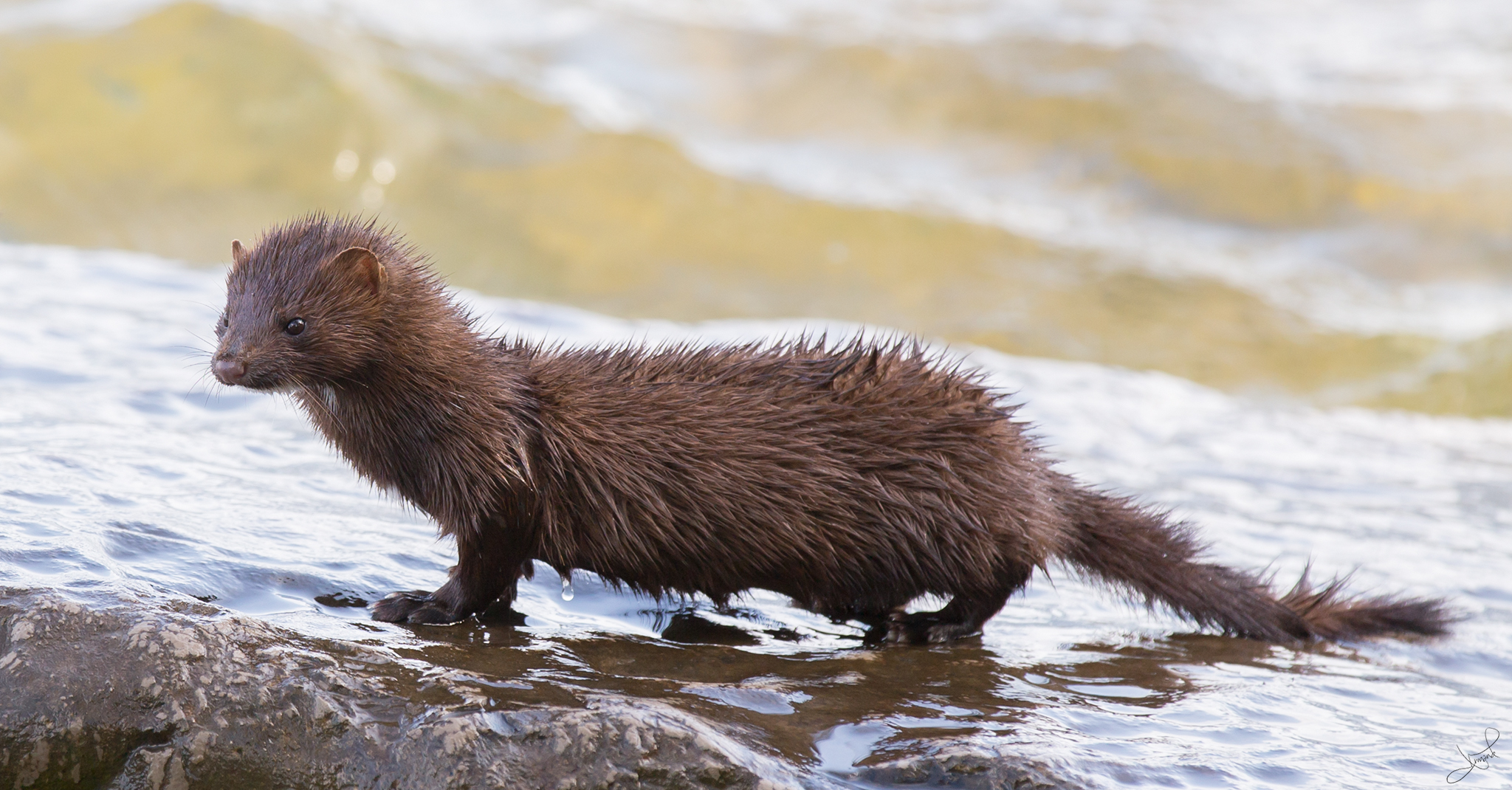
Visón americano (Neovison vison)

En 2019, Dinamarca fue el mayor productor de piel de visón del mundo, con la gran mayoría de las granjas danesas ubicadas en el norte y oeste de Jutlandia. En los últimos años, la industria en general ha estado en declive en el país.  Junto con los murciélagos y los humanos, los visones son una de las muchas especies de mamíferos que pueden infectarse con coronavirus. La transmisión del virus de visones a humanos y las mutaciones relacionadas con visones se documentaron por primera vez en los Países Bajos, lo que llevó al gobierno a adelantar hasta fines de 2020 una prohibición del cultivo de visones que entraría en vigor en 2024. Después del descubrimiento en los Países Bajos, las autoridades de Dinamarca iniciaron un programa de vigilancia a gran escala de todas las granjas de visones del país, con pruebas periódicas y secuenciación genómica. El Departamento de Agricultura de los Estados Unidos (USDA) confirmó que se habían documentado casos de visones enfermos con COVID-19 en Utah en agosto de 2020. Hasta el 9 de noviembre de 2020, se han notificado infecciones por COVID-19 en visones en Dinamarca, Italia, los Países Bajos, España, Suecia y los Estados Unidos.

## Cronología
El 4 de noviembre de 2020, la primera ministra de Dinamarca, Mette Frederiksen, declaró que un coronavirus mutado se estaba transmitiendo a los humanos a través de visones, vinculado principalmente a granjas de visones en el norte de Jutlandia. Un informe del State Serum Institute (SSI) encontró que había habido 12 infecciones humanas (8 directamente asociadas con granjas de visones, 4 en la comunidad cercana) que involucraron esta mutación en el norte de Jutlandia (que se conoce como "cluster 5"), y su respuesta de anticuerpos fue más débil. Si bien el instituto declaró que la mutación no parecía ser más peligrosa que otros coronavirus, Kåre Mølbak y Tyra Grove Krause del SSI advirtieron que la mutación podría reducir potencialmente el efecto de las vacunas COVID-19 actualmente en desarrollo, aunque era poco probable que las volviera inútiles. SSI señaló que, si bien el cluster 5 era motivo de cierta preocupación, también les preocupaban las posibles mutaciones futuras que podrían aparecer en el visón, lo que llevó a su recomendación de cerrar todas las granjas del país.
Como medida preventiva, Frederiksen anunció que el país ya estaba en el proceso de eliminar su población de visones de aproximadamente 14 millones (los informes iniciales de 15-17 millones se basaron en estimaciones de años anteriores cuando la industria era más grande). Para evitar la propagación de la mutación, también se anunció el 5 de noviembre que se implementaría un bloqueo y restricciones de movimiento en los municipios del norte de Jutlandia de Brønderslev, Frederikshavn, Hjørring, Jammerbugt, Læsø, Thisted y Vesthimmerland a partir del 6 de noviembre. Se ordenó el cierre de todas las instituciones culturales, cines, teatros, instalaciones deportivas y de esparcimiento y restaurantes para cenar, y se prohibió la entrada o salida de los municipios. El transporte público fue suspendido el 9 de noviembre. Se iniciaron las pruebas masivas (Dinamarca ya tenía una de las tasas de prueba más altas del mundo) y los programas de rastreo se ampliaron aún más. Las restricciones en el norte de Jutlandia se planificaron inicialmente para durar hasta el 3 de diciembre, pero podrían revertirse antes dependiendo de la velocidad del sacrificio de visones y las pruebas masivas de personas, y si no se localizaban nuevos casos del cluster 5.
La Organización Mundial de la Salud emitió una declaración sobre las variantes del SARS-CoV-2 el 6 de noviembre. Explicó que este grupo tenía una combinación de mutaciones que no se habían observado previamente. La variante había disminuido moderadamente la sensibilidad a los anticuerpos neutralizantes, pero se necesitarían más estudios para comprender las implicaciones con respecto al diagnóstico, la terapéutica y las vacunas. Esto se repitió más tarde en una evaluación de riesgos publicada por el Centro Europeo para la Prevención y el Control de Enfermedades, que señala que el riesgo de las variantes relacionadas con el visón es similar al riesgo general de COVID-19, pero podría revaluarse si surgieran las preocupaciones. en relación con la inmunidad, la reinfección, la vacunación y el tratamiento se confirman con respecto al cluster 5 en particular, señalando también que la circulación del virus en las granjas de visones podría plantear otros problemas en el futuro, y proporcionando directrices para gestionar el riesgo
Después de las pruebas masivas, SSI anunció el 19 de noviembre de 2020 que no había encontrado nuevos casos del cluster 5 y que con toda probabilidad estaba extinto. Las restricciones especiales impuestas a algunos municipios del norte de Jutlandia se levantaron del 19 al 20 de noviembre (todavía están sujetos a las restricciones de corona estándar que cubren todo el país y no están relacionadas con las mutaciones del visón).

## Reacciones internacionales
El 6 de noviembre, el Reino Unido anunció que Dinamarca sería eliminada de la lista blanca del "corredor" de países de los que los viajeros pueden regresar sin autoaislamiento durante 14 días, citando la variante del cluster-5. El 7 de noviembre, el Reino Unido anunció que también prohibirá la entrada a los no residentes que viajen desde Dinamarca y a los no residentes que hayan estado en Dinamarca en los últimos 14 días. Los ciudadanos británicos aún podrán regresar a sus hogares, pero ellos, al igual que todos los demás miembros de su hogar, deben aislarse por sí mismos durante 14 días. Esta prohibición de viajar se revisará después de una semana.